# La Coco-Dance
Chansons représentant Monaco au Concours Eurovision de la chanson
Tout de moi
(2005)
La Coco-Dance est la chanson représentant Monaco au Concours Eurovision de la chanson 2006. Elle est interprétée par Séverine Ferrer.

## Eurovision

### Sélection
Le radiodiffuseur monégasque, Télé Monte-Carlo (TMC), choisit l'artiste et la chanson en interne pour représenter Monaco au Concours Eurovision de la chanson 2006 à Athènes, en Grèce. Lors de cette sélection, c'est la chanson La Coco-Dance, co-écrite et composée par Philippe Bosco et Irka Bochenko et la Française Séverine Ferrer, qui sont choisies. Séverine Ferrer faisait partie d'une liste d'une douzaine de chanteurs pour représenter Monaco au Concours Eurovision de la chanson 2005.
C'est la première chanson, et la seule à ce jour, en tahitien au Concours Eurovision de la chanson. Le refrain est en tahitien tandis que les couplets sont en français.
En France, la chanson est l'objet de moqueries, à cause des clichés sur Tahiti, de la personne de Séverine Ferrer, plus connue comme animatrice de télévision, ou le Concours lui-même,.

### À Athènes
Comme Monaco en 2005 n'a pas fini dans les dix premiers de la finale, la chanson est d'abord présentée lors de la demi-finale le jeudi 18 mai 2006.
La chanson est la dixième de la soirée, suivant Why Angels Cry interprétée par Annet Artani pour Chypre et précédant Ninanajna interprétée par Elena Risteska pour la Macédoine.
Conformément au thème de la chanson, Ferrer (portant une robe multicolore moulante) est rejointe sur scène par cinq danseurs (dont certains étaient également choristes) portant des jupes en herbe et exécutant une version plus énergique de la danse à laquelle elle invite. Les cris en tahitien sont faits par les membres masculins de ce groupe. À la fin de la chanson, Ferrer est portée sur les épaules de ses danseurs masculins, reprenant le dernier vers du refrain a cappella.
À la fin des votes, elle obtient 14 points et finit 21e sur vingt-trois participants. Elle ne fait pas partie des dix premières chansons qualifiées pour la finale.
Il s'agit de la dernière participation de Monaco au Concours Eurovision de la chanson.

#### Points attribués à Monaco
| 12 points | 10 points | 8 points  | 7 points  | 6 points  |
| --------- | --------- | --------- | --------- | --------- |
|           |           | - France  |           |           |
| 5 points  | 4 points  | 3 points  | 2 points  | 1 point   |
|           |           | - Andorre | - Estonie | - Pologne |